# Монстр (фільм 2022)
«Монстр» — індійський трилер мовою малаялам 2022 року  знятий режисером Вісахом, сценаристом Удайкрішною та продюсером Ентоні Перумбавуром через Aashirvad Cinemas. У фільмі знявся Моханлал у ролі Лакі Сінгха/Шівадева Субраманіяма, а також Хані Роуз, Лакшмі Манчу, Судев Наір, Сіддік, К. Б. Ганеш Кумар, Лена, Джоні Ентоні, Джагапаті Бабу. Оригінальна музика була створена Діпаком Девом. Основні зйомки розпочалися в листопаді 2021 року і тривали 55 днів, закінчивши в січні 2022 року. Фільм багато знімали в Кочі. Фільм також відзначає другу співпрацю Моханлала та Вісаха після Пулімуругана, але фільм був визнаний провальним у прокаті.

## Сюжет
Бхаміні та Аніл Чандра — подружня пара, яка має доньку на ім’я Кунджатта від першої дружини Аніла та живе щасливим життям зі своїм доглядачем Дургою. Аніл, який раніше був інженером-програмістом, але був звільнений зі своєї компанії, стає таксистом, щоб вижити. Однак через нещасний випадок Аніл отримує травму ноги, і Бхаміні береться за його роботу і починає займатися фінансами сім'ї. Коли Бхаміні збирається їхати, щоб відсвяткувати їхню першу річницю весілля, її бос каже їй забрати пасажира на ім’я Лакі Сінгх з аеропорту. Бхаміні неохоче погоджується і прибуває в аеропорт. Бхаміні зустрічає Лакі Сінгха, який ділиться своєю історією на зворотному шляху, і каже їй, що він у місті, щоб продати квартиру, яка належала його батькові.
Лакі Сінгх супроводжує Бхаміні до її будинку, оскільки покупці квартири затримуються, і бере участь у святкуванні річниці. Отримавши гроші від покупців, Лакі Сінгх просить Бхаміні доставити гроші його адвокату, посилаючись на іншу термінову роботу. Коли Бхаміні йде, Лакі Сінгх повертається, стріляє в Аніла і записує стрілянину. Бхаміні та Лакі Сінгх їдуть в аеропорт, а Лакі Сінгх ховає труп Аніла в машині Бхаміні. Долетівши до аеропорту, Лакі Сінгх виходить. Бхаміні дізнається про зникнення Аніла та Кунджатти і хвилюється. Бхаміні разом з Дургою та другом Аніла скаржаться в поліцію. Розвідник Маріям Джордж підозрює Бхаміні, оскільки вона завжди ухилялася від перевірки автомобіля.
Довідковий агент Джозеф, Маріям і його команда перевіряють квартиру Бхаміні, де вони знаходять труп Аніла в багажнику автомобіля разом із відео та пістолетом. Поліція допитує Бхаміні, яка каже, що її справжнє ім'я Розі, а ім'я їй дав Аніл після одруження. Маріям і Джозеф допитують охоронця квартири та перевіряють записи з камер відеоспостереження, але дізнаються, що ніхто не супроводжував Бхаміні в машині, а також дізнаються про Лакі Сінгха та його адвоката. Згодом вона дізнається, що адвокат фальшивий. Тим часом DGP Chandrashekhar каже Джозефу та Маріям показати Бхаміні в суді. Коли вони прибувають до суду, невідомі нападають на конвой і забирають Бхаміні. Пізніше з'ясувалося, що це були люди самого Бхаміні, які влаштували викрадення.
Поліція приводить Лакі Сінгха, і з'ясовується, що він насправді Шівдев Субраманіам ІПС, якому було доручено зловити Бхаміні. Шівдев приходить до офісу комісара та розповідає, що справжнє ім’я Бхаміні – Ребекка, яка зі своїм таємним спільником насправді відповідальна за вбивства трьох чоловіків. Їхній спосіб дії вбивав їх під час перших річниць весілля. Шівдев дізнався, що наступною ціллю Ребекки був Аніл, тому він розповів Аніл про злочини Ребекки, яка пізніше співпрацювала, щоб їх спіймати. Шивдев також доклав руку до того, щоб Ребекка працювала водієм таксі, і змусив її забрати його в аеропорту. Очевидно, це було для того, щоб знищити ювілейний торт, вдаючи, що грає з Кунджаттою, оскільки Ребекка змастила торт смертельним препаратом. Він також інсценував смерть Аніла.
Коли Ребекка втікає з-під варти, Шівдев слідкує за Ребеккою і виявляє, що її спільником насправді була Дурга, справжнє ім'я якої Кетрін Александра. Він стикається з дуетом, і Ребекка розповідає, що вони з Кетрін були лесбійками, які закохалися в дитинство в притулку. Однак вони зазнають остракізму з боку громади, тому вони планують помститися, вбиваючи та крадучи людей. Зав’язується бійка, у якій Шівдев підпорядковує Кетрін і Ребекку та заарештовує їх, таким чином вирішуючи справу.

## Акторський склад
- Mohanlal as Lucky Singh (Fake) / Shivdev Subramaniam IPS
- Honey Rose as Bhamini / Rebecca
- Lakshmi Manchu as Durga / Catherine Alexandra
- Sudev Nair as Anil Chandra
- Siddique as ADGP Chandrashekhar IPS
- K. B. Ganesh Kumar as SP Joseph Cheriyan IPS
- Lena as CI Mariyam George
- Jess Sweejan as Kunjatta
- Kailash as Kailash
- Arjun Nandhakumar as Rashid Ahammed
- Johny Antony as Varghese / Adv. Vasavan (Fake)
- Idavela Babu as Adv. Vasavan (Original)
- Nandu Pothuval as Juice shop owner
- Biju Pappan as CI Vijayakumar
- Swasika as Diana
- Anjali Nair as SI Gayathri
- Sadhika Venugopal as SI Soumya
- Manju Satheesh as Flat Caretaker Susan
- Laya Simpson as Laya / Jennifer
- Jagapathi Babu as Lucky Singh (Original) (cameo appearance)

## Виробництво

### Розробка
10 листопада 2021 року Моханлал оголосив про «Монстра» через свої профілі в соціальних мережах разом із постером, на якому він згадується як Лакі Сінгх, режисером якого стане Вісак, сценаристом Удайкрішна та продюсером Ентоні Перумбавур. Того ж дня почалися зйомки. Вісакх сказав, що ідея виникла під час пандемії COVID-19 в Індії, коли було важко здійснити масштабні постановки, подібні до його попередньої співпраці з Удайкрішною. Тому він задумав зняти фільм, «який би зосередився на ремеслі, використовуючи силу змісту». Він високо оцінив Моханлала та Ентоні за те, що вони взялися за проект, «вони розуміли його переваги з точки зору артистів і підтримували його. Вони могли б відмовитися від цього і попросити нас зробити чисто масовий фільм, у чому ми є експертами». За словами Висаха, фільм належить до жанру трилера. Моханлал сприймає це як кримінальний трилер. Удайкрішна сказав, що «це експериментальний фільм. Я залишив осторонь інгредієнти, які часто можна побачити в моїх фільмах для Монстра, який є трилером».

### Кастинг
Моханлал грає Лакі Сінгха в тюрбані. Це був перший персонаж пенджабі в його кар'єрі. Актриса телугу Лакшмі Манчу дебютувала на малаялам у фільмі "Монстр". Для своєї ролі вона брала уроки бойового мистецтва каларіпаятту. Про свою роль вона сказала, що «це була можливість для мене підштовхнути себе та вийти із зони комфорту». Маньчу викликав на роль Моханлал. Судев Наір також відіграє важливу роль. Хані Роуз грає Бхаміні, якого вона назвала одним із найкращих персонажів, які вона зробила до того часу. Іншу важливу роль грає дитина-актриса Джесс Суіджан. Лена, К. Б. Ганеш Кумар і Сіддік також грають важливі персонажі.

### Зйомки
Основні зйомки розпочалися 10 листопада 2021 року. Її перший графік було завершено 20 листопада. Зйомки проходили в Кочі. Кожен персонал на знімальному майданчику пройшов тестування на COVID-19, а фільм знімався в контрольованому середовищі та мав обмеження на в’їзд. Протягом двох тижнів фільм знімали на знімальному майданчику VVM Studios, Елоор. У цих частинах виступали Моханлал, Манчу, Роуз, Наір і Джесс. Монстр був широко розстріляний у Кочі. Зйомки тривали 55 днів і завершилися в січні 2022 року  На реліз пішло ще дев'ять місяців. За словами Висаха, фільм вимагав значної пост-продакшн-роботи порівняно з іншими фільмами. Сатіш Куруп був оператором, Шаджі Надувіл був художнім керівником, Шамір Мухаммед був монтажером, Суджіт Судхакаран розробив костюми, а Каскадер Сільва склав дії.

## Музика
Оригінальна музика до фільму була створена, аранжована та запрограмована Діпаком Девом. Мікшування аудіо виконано в студії Dev's Wonderland у Дубаї. Він був мастерингом Гетіном Джоном у студії Hafod Mastering у Лондоні. Альбом із саундтреками розповсюджувався лейблом Aashirvad Audios and Videos.
| Track listing | Track listing | Track listing                 | Track listing                            | Track listing |
| #             | Назва         | Автор слів                    | Singer(s)                                | Тривалість    |
| ------------- | ------------- | ----------------------------- | ---------------------------------------- | ------------- |
| 1.            | «Ghoom Ghoom» | Tanishk Nabar, Hari Narayanan | Ali Quli Mirza, Prakash Babu, Zia Ul Haq |               |

## Випуск

### Театральний
У березні 2022 року Вісах сказав, що йому не відомо про дату виходу фільму та про те, чи буде він виходити в кінотеатрах чи на OTT, про що вирішить продюсер, але «я вважаю, що «Монстр» працюватиме як у кінотеатрах, так і в OTT, оскільки сила його змісту». У серпні ЗМІ повідомили про дату релізу 30 вересня 2022 року  Пізніше повідомлялося, що він був змінений на 21 жовтня, щоб випустити близько Дівалі. Дата була підтверджена Mohanlal у жовтні, як світовий реліз.

### Цензура
В Індії «Монстр» отримав рейтинг «UA» від Центральної ради сертифікації фільмів  із сертифікованою тривалістю 135,26 хвилин.
Через кілька днів до виходу в прокат фільм, як повідомляється, заборонили в усіх країнах Ради співробітництва Перської затоки (GCC), за винятком Об’єднаних Арабських Еміратів (ОАЕ), де рішення очікується, посилаючись на наявність ЛГБТК- контенту, тому фільм не отримав сертифікацію. Виробники повторно подали фільм на сертифікацію після цензури вищезгаданих сцен, яка мала бути подана 18 жовтня. Бахрейн зняв заборону після 13 хвилин після вирізання фільму. Повідомляється, що прокат фільму в країнах Перської затоки буде відкладено.

### Домашні ЗМІ
Цифрові права на фільм придбала Disney+ Hotstar, трансляція почалася 2 грудня 2022 року  Сателітні права на фільм належать Asianet.

## Рецепція

### Критична відповідь
Монстр отримав теплу реакцію критиків.
Роктім Раджпал з India Today оцінив фільм на 2,5 з 5 і написав: « Монстр насправді не є найкращим твором Моханлала за будь-якої точки зору. Однак його може бути достатньо, щоб задовольнити палких шанувальників зірки-ветерана». Анджана Джордж з The Times of India оцінила фільм на 2 зірки з 5 і написала: «Це фільм про монстра, який має вибір скористатися довірою своїх шанувальників, щоб захопити малаяламський кінематограф або знищити його». Падмакумар К з Onmanorama написав, що «чарівні візуальні ефекти та обличчя, які заповнюють кадри, і вражаюча музична музика від Діпака Дева прикують глядачів до екрана». SR Praveen на The Hindu назвав фільм «випробуванням на витривалість», критикуючи сценарій, дію, характер Моханлала та його гумор, а також зображення персонажів ЛГБТ; Кріс з The News Minute висловив подібне несхвалення та поставив оцінку 1,5/5. Саджин Шріджіт з Cinema Express оцінив фільм на 0,5 із 5 зірок і написав: «Моханлал сказав, що сценарій фільму одночасно герой і лиходій. Ну, подивившись фільм, можу сказати, що половину зрозумів». Нідхіма Танеджа з The Print оцінив фільм на 1,5 зірки з 5 і написав: « Монстр у виконанні кінематографічного гіганта мало задовольнить ваш кінематографічний апетит. Можливо, його слід було відмінити за столом читання» . Анна М. М. Веттікад із Firstpost оцінила фільм у 0,25 із 5 зірок і написала: «Моханлал досягає ганебного рівня, оскільки команда Monster намагається замаскувати свій закритий консерватизм, вдаючи, що піклується про права ЛГБТ-плюс».

## Зовнішні посилання
- Монстр на сайті IMDb (англ.)
- Монстр на сайті Rotten Tomatoes (англ.)